# Aéropos II
Pour les articles homonymes, voir Aéropos.
Aéropos II (en grec ancien : Ἀέροπος ; né au Ve siècle av. J.-C. et mort en 393 av. J.C.) est un roi de Macédoine de la dynastie des Argéades qui règne entre 399 et 393 av. J.-C..

## Biographie

### Origine
Aéropos II est un des fils aînés de Perdiccas II et demi-frère d'Archélaos. Il était probablement le plus proche parent majeur d'Oreste qui, bien que mineur, fut élu roi par le koinon des Macédoniens en -399.

### Prise de pouvoir
Aeropos, tuteur, exerça la régence jusqu'en -397, avant de se faire élire roi à part entière, et probablement d'assassiner Oreste pour prendre le pouvoir. Selon Diodore de Sicile, il règne 6 ans et meurt de maladie en -394/-393. 
Son fils nommé Pausanias aurait tenté de s'imposer pendant un an avant de succomber à la trahison d'un certain Amyntas Micros (c'est-à-dire: le petit).

### Source primaire
- Diodore de Sicile, livre 14, chapitres 37 & 84.